# Mała Pośrednia Grań
Mała Pośrednia Grań (słow. Malý hrot, niem. Katharinenspitze, węg. Katalincsúcs) – niższy, północno-zachodni wierzchołek Pośredniej Grani o wysokości 2412 m n.p.m. w słowackich Tatrach Wysokich. Od Żółtego Szczytu oddziela go Pośrednia Przełęcz, a od Pośredniej Grani – Wyżnia Pośrednia Przełączka. Mała Pośrednia Grań, podobnie jak inne pobliskie obiekty, nie jest dostępna dla turystów, taternicy natomiast interesują się najbardziej jej zachodnią ścianą opadającą w kierunku Doliny Staroleśnej.
Polska i słowacka nazwa Małej Pośredniej Grani pochodzi od sąsiedniego, wyższego wierzchołka masywu Pośredniej Grani. Niemiecka nazwa upamiętnia pierwszą zdobywczynię wierzchołka – Katherine Bröske.

## Historia
Pierwsze wejścia turystyczne:
- Katherine Bröske, Maximilian Bröske, Johann Hunsdorfer junior i Johann Hunsdorfer senior, 4 września 1902 r. – letnie,
- Ernő Kátai i Gyula Komarnicki, 4 lutego 1914 r. – zimowe.